# ناحیه مرکزی عین‌العرب
ناحیه مرکزی عین‌العرب (به عربی: ناحیة مرکز عین العرب) یک ناحیه در سوریه است که در منطقه عین العرب واقع شده‌است. ناحیه مرکزی عین‌العرب ۸۱٬۴۲۴ نفر جمعیت دارد.